# Lithocarpus
Die Lithocarpus, deutsch auch „Steinfruchteichen“ oder „Südeichen“ genannt, sind eine Pflanzengattung in der Unterfamilie Quercoideae innerhalb der Familie der Buchengewächse (Fagaceae). Alle Arten sind in Ostasien und Südostasien verbreitet.

## Beschreibung

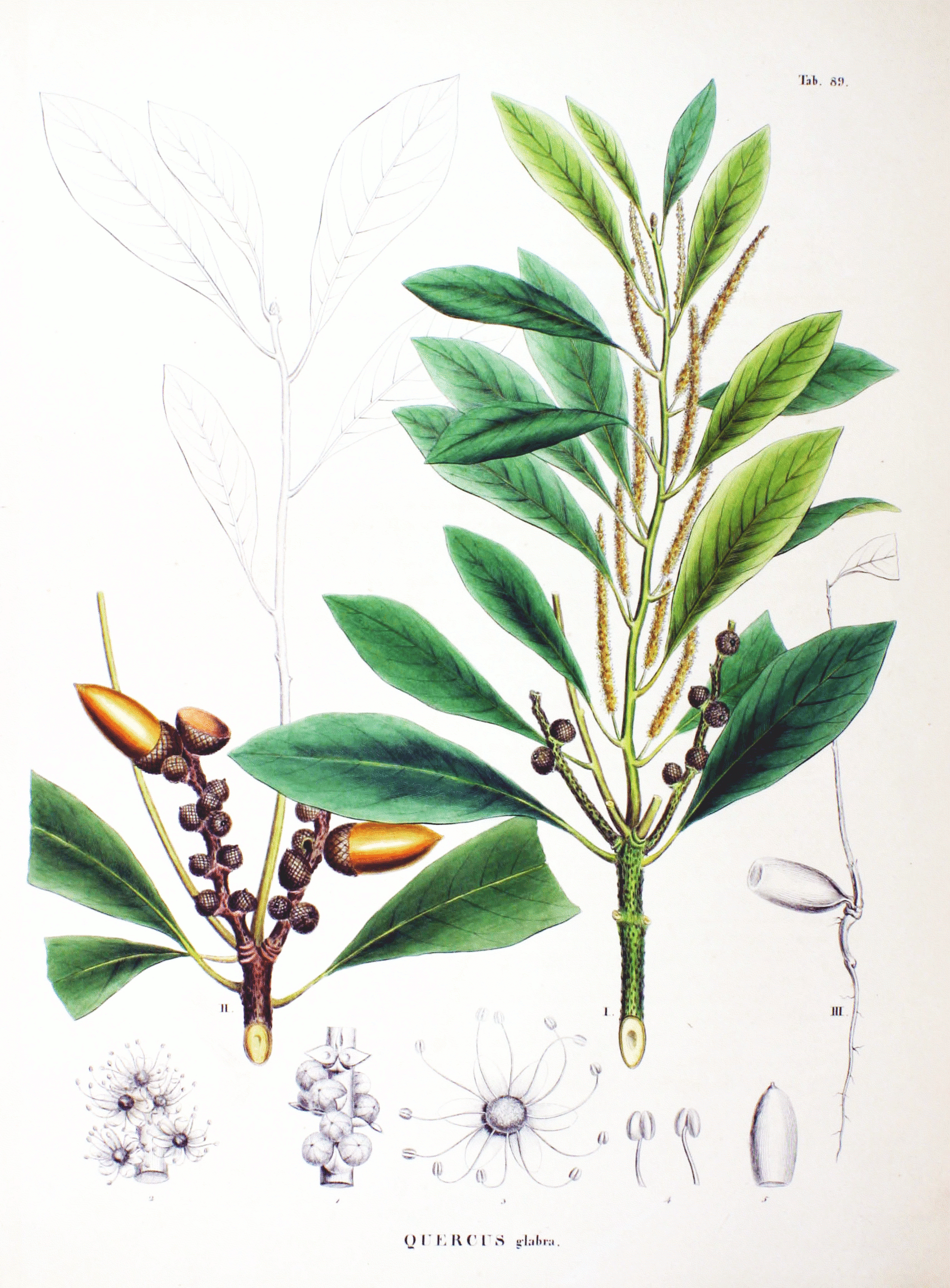
Illustration von Lithocarpus glaber

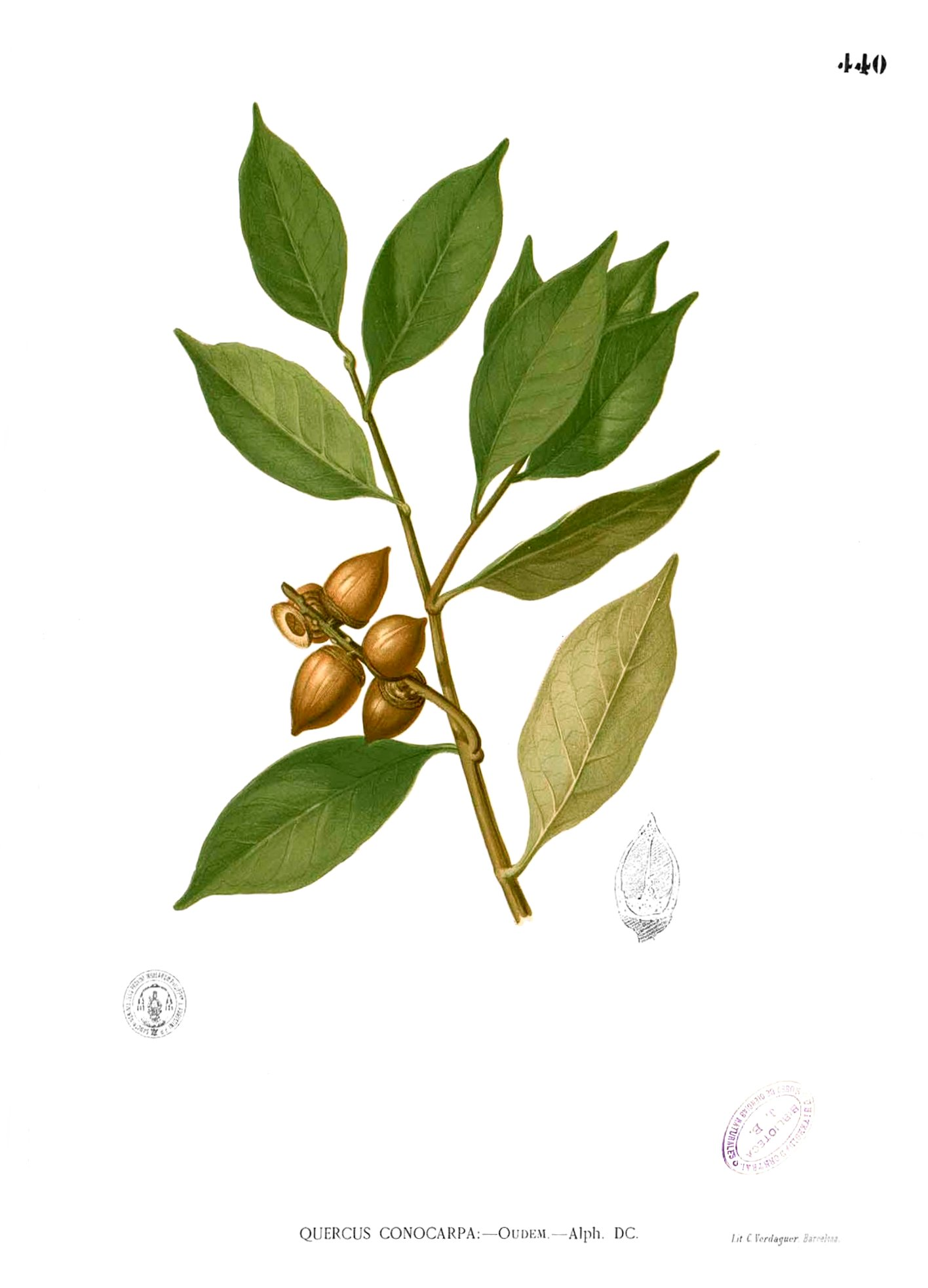
Illustration von Lithocarpus pseudoreinwardtii

### Vegetative Merkmale
Die Lithocarpus-Arten wachsen als immergrüne Bäume, selten Sträucher. Die wechselständig und spiralig am Zweig angeordneten Laubblätter sind oft lederartig; sie sind teilweise ganzrandig, teilweise gezähnt.

### Generative Merkmale
Sie sind einhäusig getrenntgeschlechtig (monözisch).
Die männlichen Blüten sind in aufrechte traubige Blütenständen angeordnet, ein sicheres Abgrenzungsmerkmal zur Gattung der Eichen (Quercus). Die männlichen Blüten bestehen aus einer vier- bis sechslappigen Blütenhülle und zehn bis zwölf Staubblättern. Die weiblichen Blüten stehen meist zu dritt (zwei bis fünf) zusammen. Die weiblichen Blüten bestehen aus einer sechslappigen Blütenhülle und meist drei (zwei bis fünf), 1 bis 2 (0,5 bis 3) mm langen Stempeln.
Der Same ist eine Nussfrucht und ähnelt stark einer Eichel, hat jedoch eine sehr harte verholzte Schale. Hiervon leitet sich auch der botanische Gattungsname Lithocarpus ab, denn griechisch λίθος lithos bedeutet „Stein“, und καρπός carpos bedeutet „Same“. Die Nussfrüchte einiger Arten wie Lithocarpus edulis sind essbar, die von anderen Arten dagegen sehr bitter und ungenießbar.

## Verbreitung
Alle Arten sind in Ost- und Südostasien heimisch. Das gesamte Verbreitungsgebiet der Gattung reicht von Nepal und Tibet bis Japan, Indonesien, den Philippinen und Neuguinea. In China kommen etwa 123 Arten vor; 69 davon nur dort.
Die früher hierher gerechnete Baumart Notholithocarpus densiflorus (Syn.: Lithocarpus densiflorus (Hook. & Arn.) Rehder, im englischen „Tanoak“ genannt), deren Verbreitungsgebiet im westlichen Nordamerika in den US-Bundesstaaten Oregon und Kalifornien liegt, wurde 2008 in eine eigene Gattung Notholithocarpus ausgelagert.

## Systematik
Die Gattung Lithocarpus wurde 1826 durch Carl Ludwig Blume in Bijdragen tot de flora van Nederlandsch Indië, 10, S. 526 aufgestellt.
| - Lithocarpus acuminatus (Roxb.) Rehder - Lithocarpus aggregatus Barnett - Lithocarpus aggregatus Barnett subsp. aggregatus - Lithocarpus aggregatus subsp. pseudomagneinii A.Camus - Lithocarpus ailaoensis A.Camus - Lithocarpus amherstianus (Wall. ex Hook.f.) A.Camus - Lithocarpus amoenus W.Y.Chun & C.C.Huang: Sie gedeiht in Mischwäldern in Höhenlagen von 300 bis 1000 Metern in den chinesischen Provinzen südwestliches Fujian, Guangdong, südliches Guizhou sowie südwestliches Hunan. - Lithocarpus amygdalifolius (Skan) Hayata: Sie kommt in Vietnam, im zentralen bis südlichen Taiwan in den chinesischen Provinzen südliches Fujian, Guangdong, südliches Guangxi sowie Hainan vor. - Lithocarpus andersonii Soepadmo - Lithocarpus annamensis (Hickel & A.Camus) Barnett - Lithocarpus annamitorus (A.Chev.) A.Camus - Lithocarpus apoensis (Elmer) Rehder - Lithocarpus apricus C.C.Huang & Y.T.Chang - Lithocarpus arcaulus (Buch.-Ham. ex D.Don) C.C.Huang & Y.T.Chang - Lithocarpus areca (Hickel & A.Camus) A.Camus - Lithocarpus aspericupulus (Markgr.) Rehder - Lithocarpus atjehensis Hatus. ex Soepadmo - Lithocarpus attenuatus (Skan) Rehder - Lithocarpus auriculatus (Hickel & A.Camus) Barnett - Lithocarpus bacgiangensis (Hickel & A.Camus) A.Camus - Lithocarpus balansae (Drake) A.Camus - Lithocarpus bancanus (Scheff.) Rehder - Lithocarpus bassacensis (Hickel & A.Camus) Barnett - Lithocarpus beccarianus (Benth.) A.Camus - Lithocarpus bennettii (Miq.) Rehder - Lithocarpus bentramensis (A.Camus) A.Camus - Lithocarpus bicoloratus (Elmer) A.Camus - Lithocarpus blaoensis (A.Camus) A.Camus - Lithocarpus blumeanus (Korth.) Rehder - Lithocarpus bolovenensis A.Camus - Lithocarpus bonnetii (Hickel & A.Camus) A.Camus - Lithocarpus brachystachyus Chun - Lithocarpus braianensis A.Camus - Lithocarpus braianensis A.Camus subsp. braianensis - Lithocarpus braianensis subsp. brevipes A.Camus - Lithocarpus brassii Soepadmo - Lithocarpus brevicaudatus (Skan) Hayata - Lithocarpus brochidodromus Julia & Soupadmo - Lithocarpus bullatus Hatus. ex Soepadmo - Lithocarpus burkillii A.Camus - Lithocarpus calolepis Y.C.Hsu & H.W.Jen - Lithocarpus calophyllus Chun ex C.C.Huang & Y.T.Chang - Lithocarpus cambodiensis A.Camus - Lithocarpus campylolepis A.Camus - Lithocarpus cantleyanus (King ex Hook.f.) Rehder - Lithocarpus carolinae (Skan ex Dunn) Rehder - Lithocarpus castellarnauianus (Vidal) A.Camus - Lithocarpus caudatifolius (Merr.) Rehder - Lithocarpus caudatilimbus (Merr.) A.Camus - Lithocarpus celebicus (Miq.) Rehder - Lithocarpus cerifer (Hickel & A.Camus) A.Camus - Lithocarpus chevalieri A.Camus - Lithocarpus chienchuanensis Hu - Lithocarpus chifui Chun & Tsiang - Lithocarpus chittagongus (King ex Hook.f.) Merr. - Lithocarpus chiungchungensis Chun & P.C.Tam - Lithocarpus chrysocomus Chun & Tsiang - Lithocarpus cinereus W.Y.Chun & C.C.Huang - Lithocarpus clathratus (Seemen) Rehder - Lithocarpus cleistocarpus (Seemen) Rehder & E.H.Wilson - Lithocarpus clementianus (King ex Hook.f.) A.Camus - Lithocarpus coalitus (Hickel & A.Camus) A.Camus - Lithocarpus coinhensis (Hickel & A.Camus) A.Camus - Lithocarpus collettii (King) A.Camus - Lithocarpus confertus Soepadmo - Lithocarpus confinis S.H.Huang ex Y.C.Hsu & H.W.Jen - Lithocarpus confragosus (King ex Hook.f.) A.Camus - Lithocarpus conocarpus (Oudem.) Rehder - Lithocarpus coopertus (Blanco) Rehder - Lithocarpus corneri Julia & Soupadmo - Lithocarpus corneus (Lour.) Rehder - Lithocarpus corneus var. angustifolius C.C.Huang & Y.T.Chang - Lithocarpus corneus (Lour.) Rehder var. corneus - Lithocarpus corneus var. fructuosus C.C.Huang & Y.T.Chang - Lithocarpus corneus var. hainanensis (Merr.) C.C.Huang & Y.T.Chang - Lithocarpus corneus var. rhytidophyllus C.C.Huang & Y.T.Chang - Lithocarpus corneus var. zonatus C.C.Huang & Y.T.Chang - Lithocarpus cottonii A.Camus - Lithocarpus craibianus Barnett - Lithocarpus crassifolius A.Camus - Lithocarpus crassinervius (Blume) Rehder - Lithocarpus cryptocarpus A.Camus - Lithocarpus cucullatus C.C.Huang & Y.T.Chang - Lithocarpus curtisii (King ex Hook.f.) A.Camus - Lithocarpus cyclophorus (Endl.) A.Camus - Lithocarpus cyrtocarpus (Drake) A.Camus - Lithocarpus dahuoaiensis Ngoc & L.V.Dung - Lithocarpus dalatensis A.Camus - Lithocarpus damiaoshanicus C.C.Huang & Y.T.Chang - Lithocarpus daphnoideus (Blume) A.Camus - Lithocarpus dasystachyus (Miq.) Rehder - Lithocarpus dealbatus (Hook.f. & Thomson ex Miq.) Rehder - Lithocarpus dealbatus (Hook.f. & Thomson ex Miq.) Rehder subsp. dealbatus - Lithocarpus dealbatus subsp. leucostachyus (A.Camus) A.Camus - Lithocarpus debaryanus (Warb.) Markgr. - Lithocarpus dinhensis (Hickel & A.Camus) A.Camus - Lithocarpus dodonaeifolius (Hayata) Hayata - Lithocarpus dolichostachys A.Camus - Lithocarpus ducampii (Hickel & A.Camus) A.Camus - Lithocarpus echinifer (Merr.) A.Camus - Lithocarpus echinocarpus (Hickel & A.Camus) A.Camus - Lithocarpus echinophorus (Hickel & A.Camus) A.Camus - Lithocarpus echinops Hjelmq. - Lithocarpus echinotholus (Hu) H.Y.Chun & Huang ex Y.C.Hsu & H.W.Jen - Lithocarpus echinulatus Soepadmo - Lithocarpus edulis (Makino) Nakai - Lithocarpus eichleri (Wenz.) A.Camus - Lithocarpus elaeagnifolius (Seemen) Chun - Lithocarpus elegans (Blume) Hatus. ex Soepadmo - Lithocarpus elephantum (Hance) A.Camus - Lithocarpus elizabethiae (Tutcher) Rehder - Lithocarpus elmerrillii Chun - Lithocarpus encleisacarpus (Korth.) A.Camus - Lithocarpus eriobotryifolius Yahara - Lithocarpus eriobotryoides C.C.Huang & Y.T.Chang - Lithocarpus erythrocarpus (Ridl.) A.Camus - Lithocarpus eucalyptifolius (Hickel & A.Camus) A.Camus - Lithocarpus ewyckii (Korth.) Rehder - Lithocarpus falconeri (Kurz) Rehder - Lithocarpus fangii (Hu & W.C.Cheng) C.C.Huang & Y.T.Chang - Lithocarpus farinulentus (Hance) A.Camus - Lithocarpus fenestratus (Roxb.) Rehder - Lithocarpus fenzelianus A.Camus - Lithocarpus ferrugineus Soepadmo - Lithocarpus finetii (Hickel & A.Camus) A.Camus - Lithocarpus floccosus C.C.Huang & Y.T.Chang - Lithocarpus fohaiensis (Hu) A.Camus - Lithocarpus fordianus (Hemsl.) Chun - Lithocarpus formosanus (Skan) Hayata - Lithocarpus gaoligongensis C.C.Huang & Y.T.Chang - Lithocarpus garrettianus (Craib) A.Camus - Lithocarpus gigantophyllus (Hickel & A.Camus) A.Camus - Lithocarpus glaber (Thunb.) Nakai - Lithocarpus glaucus Chun & C.C.Huang ex H.G.Ye - Lithocarpus glutinosus (Blume) Soepadmo - Lithocarpus gougerotae A.Camus - Lithocarpus gracilis (Korth.) Soepadmo - Lithocarpus grandifolius (D.Don) S.N.Biswas - Lithocarpus guinieri A.Camus - Lithocarpus gymnocarpus A.Camus - Lithocarpus haipinii Chun - Lithocarpus hallieri (Seemen) A.Camus - Lithocarpus hancei (Benth.) Rehder - Lithocarpus handelianus A.Camus - Lithocarpus harlandii (Hance ex Walp.) Rehder - Lithocarpus harmandii (Hickel & A.Camus) A.Camus - Lithocarpus harmandii (Hickel & A.Camus) A.Camus subsp. harmandii - Lithocarpus harmandii subsp. malacotrichus A.Camus - Lithocarpus hatusimae Soepadmo - Lithocarpus havilandii (Stapf) Barnett - Lithocarpus hendersonianus A.Camus - Lithocarpus henryi (Seemen) Rehder & E.H.Wilson - Lithocarpus himalaicus C.C.Huang & Y.T.Chang - Lithocarpus honbaensis A.Camus - Lithocarpus howii Chun - Lithocarpus hypoglaucus (Hu) C.C.Huang ex Y.C.Hsu & H.W.Jen - Lithocarpus hystrix (Korth.) Rehder - Lithocarpus imperialis (Seemen) Markgr. - Lithocarpus indutus (Blume) Rehder - Lithocarpus irwinii (Hance) Rehder - Lithocarpus iteaphyllus (Hance) Rehder - Lithocarpus ithyphyllus Chun ex H.T.Chang - Lithocarpus jacksonianus A.Camus - Lithocarpus jacobsii Soepadmo - Lithocarpus javensis Blume - Lithocarpus jenkinsii (Benth.) C.C.Huang & Y.T.Chang - Lithocarpus jordanae (Villanueva) Rehder - Lithocarpus kalkmanii Julia & Soupadmo - Lithocarpus kamengii K.C.Sahni & H.B.Naithani - Lithocarpus kawakamii (Hayata) Hayata - Lithocarpus kemmaratensis (Hickel & A.Camus) A.Camus - Lithocarpus keningauensis Julia & Soupadmo - Lithocarpus kingianus (Gamble) A.Camus - Lithocarpus kochummenii Julia & Soupadmo - Lithocarpus konishii (Hayata) Hayata - Lithocarpus kontumensis A.Camus - Lithocarpus korthalsii (Endl.) Soepadmo - Lithocarpus kostermansii Soepadmo - Lithocarpus kozlovii A.Camus - Lithocarpus kunstleri (King ex Hook.f.) A.Camus - Lithocarpus laetus Chun & C.C.Huang ex Y.C.Hsu & H.W.Jen - Lithocarpus lampadarius (Gamble) A.Camus - Lithocarpus laoticus (Hickel & A.Camus) A.Camus - Lithocarpus laoticus var. honbaensis A.Camus - Lithocarpus laoticus (Hickel & A.Camus) A.Camus var. laoticus - Lithocarpus laouanensis A.Camus - Lithocarpus lappaceus (Roxb.) Rehder - Lithocarpus lauterbachii (Seemen) Markgr. - Lithocarpus leiocarpus A.Camus - Lithocarpus leiophyllus A.Camus - Lithocarpus leiostachyus A.Camus - Lithocarpus lemeeanus A.Camus - Lithocarpus lemeeanus subsp. langbianensis A.Camus - Lithocarpus lemeeanus A.Camus subsp. lemeeanus - Lithocarpus lepidocarpus (Hayata) Hayata - Lithocarpus leptogyne (Korth.) Soepadmo - Lithocarpus leucodermis W.Y.Chun & C.C.Huang - Lithocarpus levis W.Y.Chun & C.C.Huang - Lithocarpus licentii A.Camus - Lithocarpus lindleyanus (Wall. ex A.DC.) A.Camus - Lithocarpus listeri (King ex Hook.f.) Grierson & D.G.Long - Lithocarpus lithocarpaeus (Oerst.) Hjelmq. - Lithocarpus litseifolius (Hance) Chun - Lithocarpus longanoides C.C.Huang & Y.T.Chang - Lithocarpus longipedicellatus (Hickel & A.Camus) A.Camus - Lithocarpus longispinus Barnett - Lithocarpus longzhouicus (C.C.Huang & Y.T.Chang) J.Q.Li & Li Chen - Lithocarpus loratifolius Phengklai - Lithocarpus lucidus (Roxb.) Rehder - Lithocarpus luteus Soepadmo - Lithocarpus luzoniensis (Merr.) Rehder - Lithocarpus lycoperdon (Skan) A.Camus - Lithocarpus macilentus W.Y.Chun & C.C.Huang - Lithocarpus macphailii (M.R.Hend.) Barnett - Lithocarpus magneinii (Hickel & A.Camus) A.Camus - Lithocarpus magnificus (Brandis) A.Camus - Lithocarpus maingayi (Benth.) Rehder - Lithocarpus mairei (Schottky) Rehder - Lithocarpus mariae Soepadmo - Lithocarpus megacarpus Soepadmo - Lithocarpus megalophyllus Rehder & E.H.Wilson - Lithocarpus megastachyus (Hickel & A.Camus) A.Camus - Lithocarpus meijeri Soepadmo - Lithocarpus melanochromus Chun & Tsiang ex C.C.Huang & Y.T.Chang - Lithocarpus melataiensis Julia & Soupadmo - Lithocarpus menadoensis (Koord.) Soepadmo - Lithocarpus mianningensis Hu - Lithocarpus microbalanus A.Camus - Lithocarpus microlepis A.Camus - Lithocarpus microspermus A.Camus - Lithocarpus microspermus subsp. mekongensis A.Camus - Lithocarpus microspermus A.Camus subsp. microspermus - Lithocarpus milroyi (Purkayastha) Barnett - Lithocarpus mindanaensis (Elmer) Rehder - Lithocarpus moluccus (L.) Soepadmo - Lithocarpus monticolus (Koidz.) Rehder - Lithocarpus muluensis Julia & Soupadmo - Lithocarpus naiadarum (Hance) Chun - Lithocarpus nantoensis (Hayata) Hayata - Lithocarpus nebularum A.Camus - Lithocarpus neorobinsonii A.Camus - Lithocarpus nhatrangensis (Hickel & A.Camus) A.Camus - Lithocarpus nieuwenhuisii (Seemen) A.Camus - Lithocarpus nitidinux (Hu) Chun ex C.C.Huang & Y.T.Chang - Lithocarpus nodosus Soepadmo - Lithocarpus oblanceolatus C.C.Huang & Y.T.Chang - Lithocarpus oblancifolius Julia & Soupadmo - Lithocarpus obovalifolius (Hickel & A.Camus) Barnett - Lithocarpus obovatilimbus Chun - Lithocarpus obscurus C.C.Huang & Y.T.Chang - Lithocarpus ochrocarpus A.Camus - Lithocarpus oleifolius A.Camus - Lithocarpus ollus (Kurz) A.Camus - Lithocarpus ombrophilus A.Camus - Lithocarpus oogyne (Miq.) A.Camus - Lithocarpus orbicarpus Strijk - Lithocarpus orbicularis Soepadmo - Lithocarpus ovalis (Blanco) Rehder - Lithocarpus pachycarpus (Hickel & A.Camus) A.Camus - Lithocarpus pachylepis A.Camus - Lithocarpus pachyphyllus (Kurz) Rehder - Lithocarpus pachyphyllus var. fruticosus (Watt ex King) A.Camus - Lithocarpus pachyphyllus (Kurz) Rehder var. pachyphyllus - Lithocarpus paihengii Chun & Tsiang - Lithocarpus pakhaensis A.Camus - Lithocarpus pallidus (Blume) Rehder - Lithocarpus palungensis C.H.Cannon & Manos - Lithocarpus paniculatus Hand.-Mazz. - Lithocarpus papillifer Hatus. ex Soepadmo - Lithocarpus parvulus (Hickel & A.Camus) A.Camus - Lithocarpus pattaniensis Barnett - Lithocarpus paviei (Hickel & A.Camus) A.Camus - Lithocarpus perakensis Soepadmo - Lithocarpus petelotii A.Camus - Lithocarpus phansipanensis A.Camus - Lithocarpus philippinensis (A.DC.) Rehder - Lithocarpus pierrei (Hickel & A.Camus) A.Camus - Lithocarpus platycarpus (Blume) Rehder - Lithocarpus platyphyllus A.Camus - Lithocarpus polystachyus (Wall. ex A.DC.) Rehder - Lithocarpus polystachyus subsp. phanrangensis A.Camus - Lithocarpus polystachyus (Wall. ex A.DC.) Rehder subsp. polystachyus - Lithocarpus porcatus Soepadmo - Lithocarpus proboscideus (Hickel & A.Camus) A.Camus - Lithocarpus propinquus C.C.Huang & Y.T.Chang - Lithocarpus psammophilus A.Camus - Lithocarpus pseudokunstleri A.Camus - Lithocarpus pseudomagneinii A.Camus - Lithocarpus pseudomoluccus (Blume) Rehder - Lithocarpus pseudoreinwardtii A.Camus - Lithocarpus pseudosundaicus (Hickel & A.Camus) A.Camus - Lithocarpus pseudovestitus A.Camus - Lithocarpus pseudoxizangensis Z.K.Zhou & H.Sun - Lithocarpus pulcher (King) Markgr. - Lithocarpus pulongtauensis C.H.Cannon & Xi Chen - Lithocarpus pusillus Soepadmo - Lithocarpus pycnostachys A.Camus - Lithocarpus qinzhouicus C.C.Huang & Y.T.Chang - Lithocarpus quangnamensis A.Camus - Lithocarpus quercifolius C.C.Huang & Y.T.Chang - Lithocarpus rassa (Miq.) Rehder - Lithocarpus recurvatus Barnett - Lithocarpus reinwardtii (Korth.) A.Camus - Lithocarpus revolutus Hatus. ex Soepadmo - Lithocarpus rhabdostachyus (Hickel & A.Camus) A.Camus - Lithocarpus rhabdostachyus subsp. dakaensis A.Camus - Lithocarpus rhabdostachyus (Hickel & A.Camus) A.Camus subsp. rhabdostachyus - Lithocarpus rigidus Soepadmo - Lithocarpus robinsonii Rehder - Lithocarpus rodgerianus A.Camus - Lithocarpus rosthornii (Schottky) Barnett - Lithocarpus rotundatus (Blume) A.Camus - Lithocarpus rouletii (Hickel & A.Camus) A.Camus - Lithocarpus rufescens Barnett - Lithocarpus rufovillosus (Markgr.) Rehder - Lithocarpus rufus (Koidz.) A.Camus - Lithocarpus ruminatus Soepadmo - Lithocarpus sabulicolus (Hickel & A.Camus) A.Camus - Lithocarpus sandakanensis Julia & Soupadmo - Lithocarpus scortechinii (King ex Hook.f.) A.Camus - Lithocarpus scyphiger (Hance) A.Camus - Lithocarpus sericobalanos E.F.Warb. - Lithocarpus shinsuiensis Hayata & Kaneh. - Lithocarpus shunningensis Hu - Lithocarpus siamensis A.Camus - Lithocarpus silvicolarum (Hance) Chun - Lithocarpus skanianus (Dunn) Rehder - Lithocarpus sogerensis (S.Moore) Markgr. ex A.Camus - Lithocarpus solerianus (Vidal) Rehder - Lithocarpus songkoensis A.Camus - Lithocarpus sootepensis (Craib) A.Camus - Lithocarpus sphaerocarpus (Hickel & A.Camus) A.Camus - Lithocarpus stenopus (Hickel & A.Camus) A.Camus - Lithocarpus stonei Julia & Soupadmo - Lithocarpus submonticolus (Elmer) Rehder - Lithocarpus suffruticosus (Ridl.) Soepadmo - Lithocarpus sulitii Soepadmo - Lithocarpus sundaicus (Blume) Rehder - Lithocarpus syncarpus A.Camus - Lithocarpus tabularis Y.C.Hsu & H.W.Jen - Lithocarpus taitoensis (Hayata) Hayata - Lithocarpus talangensis C.C.Huang & Y.T.Chang - Lithocarpus tawaiensis Julia & Soupadmo - Lithocarpus tenuilimbus H.T.Chang - Lithocarpus tenuinervis (Hickel & A.Camus) A.Camus - Lithocarpus tephrocarpus (Drake) A.Camus - Lithocarpus thomsonii (Miq.) Rehder - Lithocarpus toumorangensis A.Camus - Lithocarpus touranensis (Hickel & A.Camus) A.Camus - Lithocarpus trachycarpus (Hickel & A.Camus) A.Camus - Lithocarpus triqueter (Hickel & A.Camus) A.Camus - Lithocarpus truncatus (King ex Hook.f.) Rehder - Lithocarpus tubulosus (Hickel & A.Camus) A.Camus - Lithocarpus turbinatus (Stapf) Forman - Lithocarpus urceolaris (Jack) Merr. - Lithocarpus uvariifolius (Hance) Rehder: Es gibt etwa zwei Varietäten: - Lithocarpus uvariifolius var. ellipticus (F.P.Metcalf) C.C.Huang & Y.T.Chang - Lithocarpus uvariifolius (Hance) Rehder var. uvariifolius - Lithocarpus variolosus (Franch.) Chun - Lithocarpus vestitus (Hickel & A.Camus) A.Camus - Lithocarpus vidalianus A.Camus - Lithocarpus vidalii (Fern.-Vill.) Rehder - Lithocarpus vinhensis A.Camus - Lithocarpus vinkii Soepadmo - Lithocarpus vuquangensis Ngoc & V.H.Nguyen - Lithocarpus wallichianus (Lindl. ex Hance) Rehder - Lithocarpus woodii (Hance) A.Camus - Lithocarpus wrayi (King) A.Camus - Lithocarpus xizangensis C.C.Huang & Y.T.Chang - Lithocarpus xylocarpus (Kurz) Markgr. - Lithocarpus yangchunensis H.G.Ye & F.G.Wang: Sie wurde 2005 erstbeschrieben. - Lithocarpus yersinii A.Camus - Lithocarpus yongfuensis Q.F.Zheng |

## Nutzung
Einige Arten der Gattung Lithocarpus werden als Zierbäume in Parks und Gärten verwendet. Die Samen vieler Arten sind essbar, meist jedoch erst nach Entfernen der reichlich enthaltenen Gerbstoffe.